# Andrew Kiddie
Andrew Cameron Kiddie (1889-1964) est un as de la Première Guerre mondiale, crédité de 15 victoires aériennes.

## Biographie
Andrew Kiddie est né à Kimberley, en Afrique du Sud, le 7 novembre 1889. Après avoir servi dans le 18th South African Mounted Rifles, Kiddie se rend en Angleterre pour rejoindre le Royal Flying Corps, où il est nommé sous-lieutenant provisoire à compter du 1er août 1916. Il est confirmé comme sous-lieutenant le 31 octobre 1916. Il est affecté au No. 32 Squadron RAF (en) au début de 1917 aux commandes d'un Airco DH.5. Il remporte sa première victoire le 20 juillet 1917. Plus tard cette année-là, il est transféré en Angleterre en tant qu'instructeur. L'un des élèves qu'il a formés est James Ira Thomas Jones.
Kiddie est renvoyé au combat avec le No. 74 Squadron RAF en mars 1918. Parmi ses camarades d'escadron figurent "Taffy" Jones et "Mick" Mannock, deux autres pilotes ayant commencé leur carrière d'as à peu près en même temps. Kiddie remporte sa deuxième victoire le 3 mai 1918, aux côtés de Mannock, Henry Eric Dolan et Harris Clements. Cinq jours plus tard, il est le seul survivant de son groupe de six avions lorsqu'ils attaquent dix triplans Fokker Dr.I. Kiddie est ensuite devenu un balloon buster le 19 mai 1918. Par la suite, il a remporté une douzaine de victoires, dont quatre partagées avec d'autres as sur des avions ennemis (essentiellement face à des chasseurs). Son bilan à la fin de la guerre est d'un ballon et dix avions détruits, et de quatre avions ennemis dont il provoqua la perte de contrôle et l'atterrissage d'urgence. Kiddie meurt dans sa ville de naissance, à 74 ans, et y est enterré.

## Décorations
- Distinguished Flying Cross
- Croix de guerre (Belgique)